# Ларино (Крым)
Ла́рино (до 1948 года 6-й переселенческий уч-ок; укр. Ларине, крымскотат. Larino, Ларино) — село в Джанкойском районе Республики Крым, входит в состав  Майского сельского поселения (согласно административно-территориальному делению Украины — Майского сельского совета Автономной Республики Крым).

## Население
| 2001 | 2014 |
| ---- | ---- |
| 399  | ↘292 |

Всеукраинская перепись 2001 года показала следующее распределение по носителям языка
| Язык             | Процент |
| ---------------- | ------- |
| русский          | 44.36   |
| крымскотатарский | 34.59   |
| украинский       | 19.8    |

## Современное состояние
На 2017 год в Ларино числится 5 улиц; на 2009 год, по данным сельсовета, село занимало площадь 66 гектаров на которой, в 135 дворах, проживало 393 человека. В селе действуют сельский клуб, библиотека, на 2009 год в селе было отделение СООО «Россия», действовал фельдшерско-акушерский пункт.

## География
Ларино — село на юго-востоке района, в степном Крыму, у стыка границ с Красногвардейским и Нижнегорским районами, высота центра села над уровнем моря — 28 м. Соседние сёла: Советское в 2 км на северо-запад, пгт Азовское в 4,5 км на северо-восток и Нахимово Красногвардейского района в 2,5 км на юг. Расстояние до райцентра — около 30 километров (по шоссе), ближайшая железнодорожная станция — Азовская (на линии Джанкой — Феодосия) — примерно 7 километров. Транспортное сообщение осуществляется по региональной автодороге 35Н-162 от шоссе 35Н-185 (по украинской классификации — С-0-10438).

## История
6-й еврейский переселенческий участок, судя по доступным источникам, был основан на территории Колайского района (переименованного указом ВС РСФСР № 621/6 от 14 декабря 1944 года в Азовский), в 1930-е годы. Есть сведения, что селение носило также название Ротендорф. Вскоре после начала отечественной войны часть еврейского населения Крыма была эвакуирована, из оставшихся под оккупацией — большинство расстреляны.
После освобождения Крыма от фашистов в апреле, 12 августа 1944 года было принято постановление № ГОКО-6372с «О переселении колхозников в районы Крыма» и в сентябре 1944 года в район приехали первые новоселы (162 семьи) из Житомирской области, а в начале 1950-х годов последовала вторая волна переселенцев из различных областей Украины. Указом Президиума Верховного Совета РСФСР от 18 мая 1948 года, 6-му переселенческому участку присвоили название Ларино (в честь советского деятеля Юрия Ларина). В августе 1950 года, после объединения с тремя соседними хозяйствами («Победа», «Первое Мая» и имени Чкалова) был создан колхоз «Ленинский Путь». 26 апреля 1954 года Крымская область была передана из состава РСФСР в состав УССР. Время включения в состав Майского сельского совета пока не установлено: на 15 июня 1960 года село уже в составе. В 1961 году, после очередного укрупнения, образован колхоз «Россия» (с центром в селе Майское), куда вошло Ларино. Указом Президиума Верховного Совета УССР «Об укрупнении сельских районов Крымской области», от 30 декабря 1962 года Азовский район был упразднён и село присоединили к Джанкойскому. По данным переписи 1989 года в селе проживало 382 человека. С 12 февраля 1991 года село в восстановленной Крымской АССР, 26 февраля 1992 года переименованной в Автономную Республику Крым. С 21 марта 2014 года в составе Крыма аннексировано Россией.
12 мая 2016 года парламент Украины, не признающий российскую аннексию, принял постановление о переименовании села в Житомирское (укр. Житомирське), в соответствии с законами о декоммунизации, однако данное решение не вступает в силу до «возвращения Крыма под общую юрисдикцию Украины».